# Magna Steyr
Magna Steyr Fahrzeugtechnik AG & Co KG, österrikisk biltillverkare i Graz, ingår i Magna International.
Magna Steyr var tidigare känt för sin tillverkning av Mercedes-Benz G-klass (Geländewagen) men tillverkar idag flera andra bilföretags modeller på uppdrag. Företaget tillverkar enbart för andra biltillverkare och har alltså inget eget märke även om Geländewagen var ett samarbete med Mercedes-Benz 1979.
Historiskt har koncernen sitt ursprung i den idag splittrade Steyr-Daimler-Puch-koncernen. Den i sin tur hade kopplingar med Mercedes-Benz tidigare dotterbolag i Österrike Austro-Daimler som blev en del av Steyr-Daimler-Puch på 1920-talet. 

## Bilar
Bilmodeller tillverkade hos Magna Steyr.
- BMW X3
- Chrysler 300C Touring
- Chrysler PT Cruiser
- Chrysler Voyager
- Jeep Grand Cherokee
- Mercedes-Benz G-klass (Geländewagen)
- MINI Countryman
- Peugeot RCZ
- Saab 9-3 (cabriolet)